# آتشفشان گالان
آتشفشان گالان (به اسپانیایی: Cerro Galán) یک کوه و کاسه آتشفشانی در آرژانتین است که در بخش آنتوفاگاستا د لا سیرا واقع شده‌است. آتشفشان گالان ۶٬۱۰۰ متر بالاتر از سطح دریا واقع شده‌است.